# Hans Gruhne

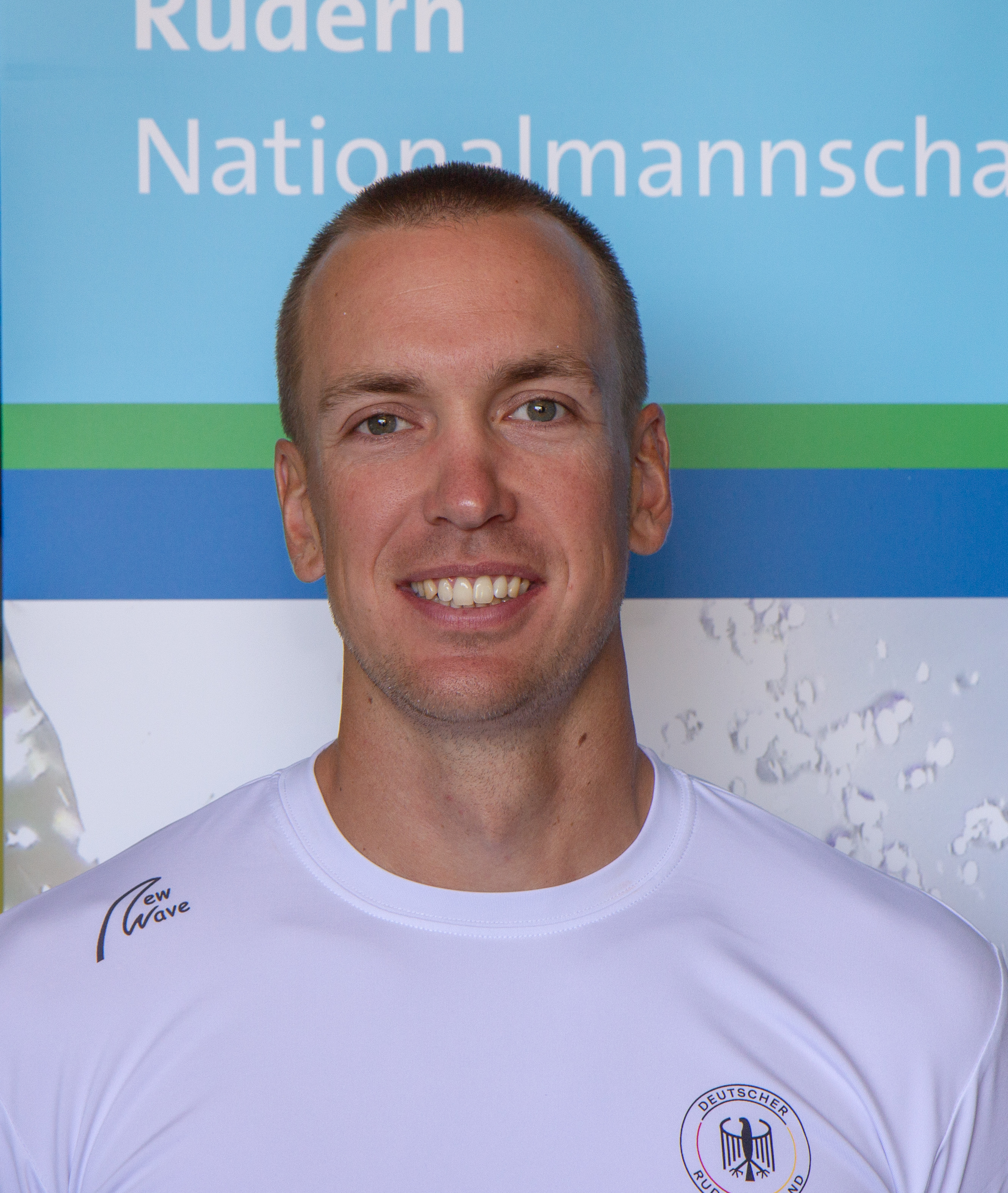
Hans Gruhne, 2018

Hans Gruhne (* 5. August 1988 in Berlin) ist ein deutscher Skullruderer. Er wurde mit dem Doppelvierer bei den Olympischen Spielen 2016 Olympiasieger. Bei den Weltmeisterschaften gewann Gruhne 2015 Gold und 2007 Bronze.
Gruhne wuchs in Pätz (Kreis Königs Wusterhausen) auf. Er wurde 2006 in Amsterdam Juniorenweltmeister im Einer. 2007 wurde er mit 19 Jahren bereits bei den Weltmeisterschaften in München eingesetzt und erreichte dort mit René Bertram, Karsten Brodowski, und Robert Sens im Doppelvierer den dritten Platz. Bei den Olympischen Spielen in Peking saß Gruhne erneut im deutschen Doppelvierer, das Boot belegte im Finale den sechsten Platz. 2009 startete er zusammen mit Clemens Wenzel im Doppelzweier bei den U23-Weltmeisterschaften und gewann Silber. 2010 wurde Gruhne nach einem zweiten Platz beim Weltcup in Luzern im Doppelvierer für die Europameisterschaften nominiert und erreichte den vierten Platz. 2011 trat Gruhne mit Stephan Krüger im Doppelzweier an und gewann die Silbermedaille bei den Weltmeisterschaften.
Nach einer längeren Pause kehrte Hans Gruhne 2014 zurück und trat erneut mit Stephan Krüger im Doppelzweier an. 2015 wechselte Gruhne in den Doppelvierer, bei den Weltmeisterschaften 2015 gewann er seinen ersten großen internationalen Titel in der Erwachsenenklasse. Im Folgejahr gelang ihm gemeinsam mit Lauritz Schoof, Karl Schulze und Philipp Wende im Doppelvierer der Olympiasieg in Rio de Janeiro. Fünf Jahre später belegten Schulze und Gruhne mit Max Appel und Tim Ole Naske den achten Platz bei den Olympischen Spielen in Tokio.
Hans Gruhne startete zunächst für die Potsdamer Ruder-Gesellschaft, wechselte dann aber zur Saison 2012 zum Ruder-Club Potsdam.
Für seine sportlichen Leistungen wurde Hans Gruhne am 1. November 2016 von Bundespräsident Gauck mit dem Silbernen Lorbeerblatt ausgezeichnet.

## Internationale Erfolge
- 2005: 1. Platz Junioren-Weltmeisterschaften im Doppelzweier
- 2006: 1. Platz Junioren-Weltmeisterschaften im Einer
- 2007: 3. Platz Weltmeisterschaften im Doppelvierer
- 2008: 6. Platz Olympische Spiele im Doppelvierer
- 2009: 2. Platz U23-Weltmeisterschaften im Doppelzweier
- 2010: 4. Platz Europameisterschaften im Doppelvierer
- 2011: 2. Platz Weltmeisterschaften im Doppelzweier
- 2014: 3. Platz Europameisterschaften im Doppelzweier
- 2014: 5. Platz Weltmeisterschaften im Doppelzweier
- 2015: 6. Platz Europameisterschaften im Doppelvierer
- 2015: 1. Platz Weltmeisterschaften im Doppelvierer
- 2016: 1. Platz Olympische Spiele im Doppelvierer
- 2019: 5. Platz Weltmeisterschaften im Doppelvierer
- 2020: 6. Platz Europameisterschaften im Doppelvierer

## Berufsweg
Seit September 2008 ist Hans Gruhne in der Spitzensportförderung der Bundespolizei. Der Polizeioberkommissar (POK) ist Angehöriger der Bundespolizeisportschule Kienbaum.